# Дора Бакоянні
Теодора (Дора) Міцотакіс (нар. 6 травня 1954, Афіни), у шлюбі Бакоянні (грец. Ντόρα Μπακογιάννη) — грецька політична діячка, лідерка партії Демократичний альянс. Міністерка культури Греції (1992—1993); міністерка закордонних справ Греції з 15 лютого 2006 до 6 жовтня 2009 року.

## Біографія
Старша з 4 дітей грецького політика Константіноса Міцотакіса, прем'єр-міністра Греції в 1990—1993 роках. Навчалася в Німецькій школі в Парижі, вивчала політичні науки в Університеті Мюнхена, продовжила вивчення політичних наук та державного права в Афінському університеті. Вільно володіє англійською, французькою німецькою мовами.
1968 року разом з родиною опинилася у вигнанні після приходу до влади в Греції хунти «чорних полковників». Повернулася до Афін 1974 року. Того ж року одружилася з журналістом і політиком Павлосом Бакояннісом. Має двох дітей: сина і дочку. 1989 року члени марксистської терористичної організації «Листопад 17» вбили її чоловіка, тоді члена парламенту, коли він входив до будівлі офісу.
Успішно прийняла Олімпіаду 2004 року в Афінах, ставши першою жінкою-мером, яка прийняла Олімпійські ігри.
На виборах лідера партії «Нова демократія», що відбулись 29 листопада 2009 року, набравши 38,76 % голосів партійців, Дора Бакоянні поступилась у боротьбі Антонісу Самарасу, тоді як префект Салонік Панайотіс Псоміадіс, набрав тільки 10,06 %.
Дору Бакоянні виключили зі складу партії «Нова демократія» та її парламентської фракції Антонісом Самарасом 7 травня 2010 року після того, як вона проголосувала за ратифікацію програми фінансової допомоги Греції від ЄС та МВФ для уникнення дефолту, всупереч позиції партії. Цей крок аналітики сприйняли як спробу обмежити вплив родини Міцотакісів, а головним чином, Константіноса Міцотакіса, який був почесним лідером партії (також Кіріакос Міцотакіс — депутат Грецького парламенту) на політику "Нової Демократії.
17 жовтня 2010 року Дора Бакоянні оголосила про намір створити нову партію, до якої увійдуть члени «Нової Демократії», не згодні із курсом Антоніса Самараса.
21 листопада 2010 року Дора Бакоянні оголосила про заснування власної нової політичної партії Демократичний альянс.
У грудні 2020 року виступала на захист Святої Софії від перетворення її із музею на мечеть.